# Beechcraft T-6 Texan II
Pour les articles homonymes, voir T-6.
Ne doit pas être confondu avec North American T-6 Texan.
Le Beechcraft T-6 Texan II est un avion monomoteur développé par Beechcraft Corporation (anciennement Hawker Beechcraft précédemment Raytheon Aircraft Company) dans les années 1990. Avion d'entraînement basé sur le Pilatus PC-9, le T-6 a remplacé le Cessna T-37B Tweet de l’US Air Force et le T-34C Turbo Mentor de l'US Navy. Il fut nommé en hommage au North American T-6 Texan. Il est utilisé par l’US Air Force comme avion d’apprentissage au pilotage mais aussi comme avion d’entraînement au commandement (CSO). Le T-6 est également utilisé par les forces aériennes canadiennes (CT-156 Harvard II), grecques, israéliennes (Efroni) et irakiennes comme avion d’entraînement. On retrouve la version T-6C au service des forces aériennes tunisiennes, marocaines, néo-zélandaises et mexicaines. 

## Design et développement
Le T-6 est un dérivé du Pilatus PC-9, largement modifié par Beechcraft afin de pouvoir être introduit au concours américain JPATS (en) pour Joint Primary Aircraft Training System, destiné à fournir aux forces américaines un nouvel avion de formation intermédiaire, en partie à la suite de l'annulation du programme du Fairchild T-46.
Le gagnant du concours était le Pilatus PC-9 assemblé à partir de pièces de série, réduisant les coûts de conception, de fabrication et de maintenance. Cependant, de nouvelles exigences et des querelles entre l’Air Force et la Navy provoquèrent des retards, une augmentation des coûts, passant d’une estimation initiale de 3,9 millions de dollars à environ 6 millions par unité et enfin 22 % (499 kg) de masse supplémentaire par rapport au Pilatus PC-9 de départ. Le 9 avril 2007, le département de la Défense américain annonce que le programme JPATS est l’un des huit programmes cités pour une révision par le Congrès pour cause de dépassement de 25 à 50 % de l’estimation initiale de budget. Il est en effet inhabituel pour un projet en production de présenter des dépassements tels que le Congrès doive en être notifié.

## Historique opérationnel

### États-Unis
Le T-6A a été présenté aux bases aériennes de Moody et Randolph en 2000-2001.
Le T-6 est entré en service en 2003 à la Laughlin Air Force Base où il est à présent l’avion d’entraînement de base principal, remplaçant le T-37. La Vance Air Force Base a terminé la transition du T-37 vers le T-6 en 2006. La Columbus Air Force Base a quant à elle retiré du service son dernier T-37 en avril 2008. Les derniers T37-B actifs de l’USAF ont été retirés du service à la Sheppard Air Force Base à l’été 2009.

## Variantes

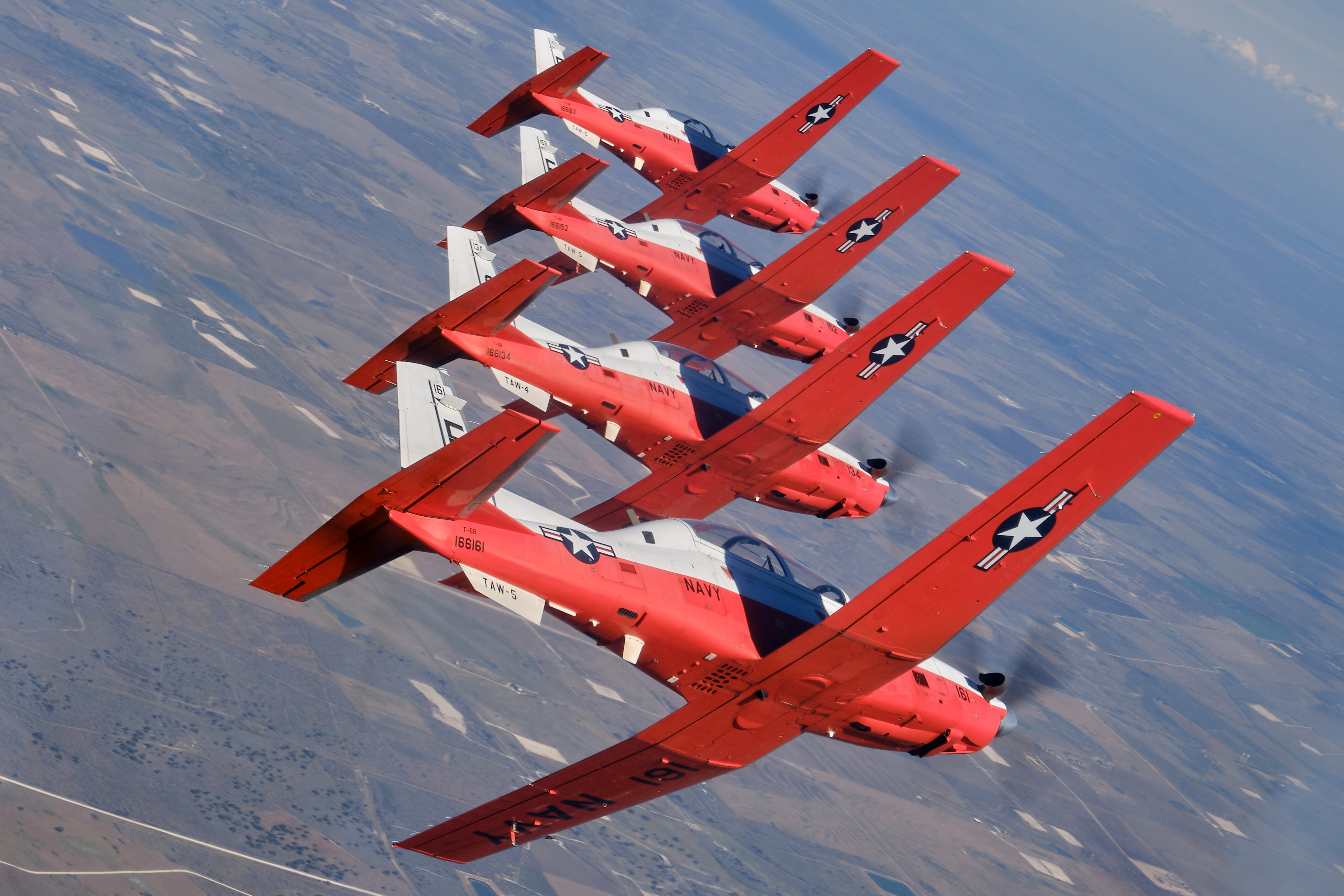
Des pilotes de l'US Air Force à la base interarmées de Randolph Air Force Base pilotent des T-6B Texan II de l'US Navy en formation à quatre dans le sud du Texas, le 5 mars 2021.

Model 3000
Désignation interne
T-6A Texan II
Version standard pour l'USAF, l'USN et la force aérienne grecque (25).
T-6A NTA Texan II
Version armée du T-6A pour la force aérienne grecque (20). Le T-6A NTA est capable d'emporter des lance-roquettes, des canons, des réservoirs externes et des bombes.
T-6B Texan II
Version améliorée du T-6A avec un cockpit digital qui inclut un affichage tête haute, six écrans multifonctions et des commandes 3M (HOTAS), utilisée par la Naval Air Station Whiting Field, la Naval Air Station Corpus Christi et l'United States Naval Test Pilot School.
AT-6B Wolverine
Version armée du T-6B pour l'entrainement primaire armé ou bien l'attaque légère. Il est propulsé par un moteur Pratt & Whitney Canada PT6-68D de 1 600 ch (1193 kW) et possède une structure renforcée.
T-6C Texan II
Version améliorée du T-6B avec des points d'emport, d'abord désignée pour les ventes à l'export.
T-6D Texan II
Version basée sur les T-6B et C pour l'US Army.
CT-156 Harvard II
Version du T-6A pour les Forces Canadiennes. Presque identique au standard USAF et USN en termes d'avionique, de configuration de cockpit et de performance.
AT-6E Wolverine
Version armée améliorée du AT-6B pour l'entrainement primaire armé, l'attaque légère et l'appui aérien rapproché avec une capacité d'emport de missiles air-air infrarouges. Doté également d'un moteur P&W PT6A-68D de 1 600 cv.

## Opérateurs
Argentine
- Fuerza Aérea Argentina
  - École des pilotes, 4 achetés en avril 2017, livraison à partir d'avril 2018, 12 escomptés à terme[3]

  Canada
- Aviation royale canadienne
  - 2 CFFTS, CFB Moose Jaw

  Grèce
- Polemikí Aeroporía: 45 exemplaires du T-6A[4].

  Irak
- force aérienne irakienne

  Israël
- Force aérienne et spatiale israélienne

  Mexique
- Fuerza Aérea Mexicana - 6 T-6C+ livrés en 2012.
- Armada de México

  Maroc
- Forces royales air - 24 T-6C en service livrés entre 2011 et Janvier 2012.

  Nouvelle-Zélande
- Royal New Zealand Air Force
  - No. 14 Squadron RNZAF – 11 T-6C

  Royaume-Uni
- Royal Air Force
- Royal Navy

 Thaïlande
- Force aérienne royale thaïlandaise - choisit 12 T-6C et 12 AT-6E le 26 août 2020, négociations en cours pour une production sous licence. Les T-6C, connus localement sous le nom de T-6TH Texan II, sont livrés entre novembre 2022 et août 2023[5].

 Tunisie
- Armée de l'air tunisienne - 12 T-6C, commande autorisée le 10 octobre 2019[6]; 4 en version AT-6E d'attaque, premier exemplaire livré en novembre 2022, fin de livraison annoncée pour 2024[7].

  États-Unis
- United States Air Force
  - Air Education and Training Command - 446 début 2021[8]
- United States Army
  - Redstone Arsenal, Huntsville, Alabama
- United States Navy
  - Naval Air Training Command
  - Naval Air Warfare Center Aircraft Division

 Vietnam
- - Force aérienne populaire vietnamienne - nombre inconnu commandé en juin 2021, 3 doivent être livrés mi-2023[9].